# Przylep (Kołbaskowo)
Przylep (deutsch Prilipp) ist ein Dorf in der polnischen Woiwodschaft Westpommern. Das Dorf bildet einen Teil der Gmina Kołbaskowo (Landgemeinde Kolbitzow) im Powiat Policki (Pölitzer Kreis). Przylep liegt etwa 6 Kilometer westlich von Stettin (Szczecin) und etwa 17 Kilometer südlich von Police (Pölitz).

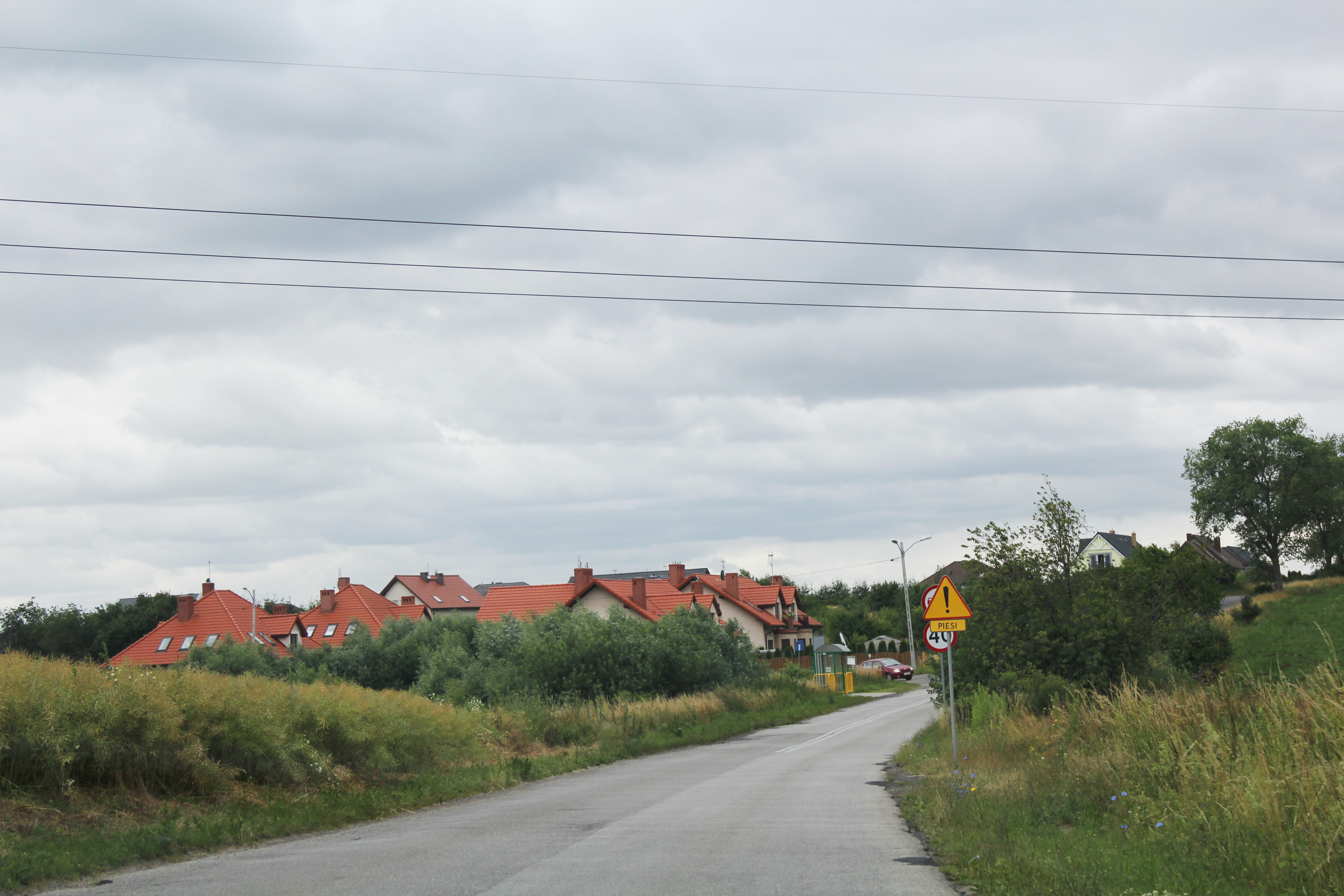
Einfahrt nach Przylep